# Strychnos castelnaeana
Strychnos castelnaeana är en tvåhjärtbladig växtart som beskrevs av Henri Ernest Baillon. Strychnos castelnaeana ingår i släktet Strychnos och familjen Loganiaceae. Inga underarter finns listade i Catalogue of Life.